# Konkurs Piosenki Eurowizji 1978
23. Konkurs Piosenki Eurowizji odbył się 22 kwietnia 1978 w Paryżu, we Francji. Wystąpiło 20 krajów, w tym powracająca Turcja i Danią, która wróciła po 12-letniej przerwie. Konkurs pierwszy raz poprowadziła więcej niż jedna osoba – konferansjerami zostali Denise Fabre i Léon Zitrone.
Konkurs po raz pierwszy wygrał Izrael, reprezentowany przez zespół Jizhar Kohen & Alphabeta, który wykonał utwór „A-Ba-Ni-Bi”. Zwycięski występ to piosenka miłosna zaśpiewana w izraelskim odpowiedniku amerykańskiego slangu Ubbi dubbi. Tytuł oznacza „Kocham Cię”.
Poza 20 uczestniczącymi krajami, konkurs transmitowany był na żywo w Jugosławii, Tunezji, Maroko, Jordanii, Polsce, Czechosłowacji, Dubaju, Hongkongu, w ZSRR, w NRD i na Węgrzech.

## Organizacja
Był to pierwszy Konkurs Piosenki Eurowizji, w którym Grecja i Turcja wzięły udział razem; Grecja zadebiutowała w 1974, ale rok później zrezygnowała z konkursu przez turecką inwazję na Cypr w 1974, protestując przeciwko udziałowi Turcji w konkursie. Grecja później powróciła do rywalizacji w 1976 roku z piosenką o kryzysie Cypru „Panayia Mou, Panayia Mou” (angielską wersję zatytułowano „The death of Cyprus” – „Śmierć Cypru”). Poza tym wzięli udział w 1977 z utworem „Mathima Solfege”, a Turcja nie wzięła w nim udziału, protestując przeciwko udziałowi „wroga”.
Wygrana Izraela spowodowała problemy w kilku krajach Afryki Północnej i Afryce Środkowej, które transmitowały konkurs, mimo że nie brały w nim udziału. Nawiązując do książki autorstwa historyka Johna F. Kennedy’ego O’Connora „Konkurs Piosenki Eurowizji – Historia Prawdziwa”, kiedy wygrana Izraela była już pewna, wiele arabskich stacji przerwało nadawanie konkursu. Jordanian TV zakończyło program zdjęciem bukietu żonkili, potem oświadczyło, że to Belgia wygrała konkurs (ostatecznie zajęła 2. miejsce).

## Wyniki
| L.p. | Państwo         | Język                 | Wykonawca                  | Piosenka                              | Miejsce | Punkty |
| ---- | --------------- | --------------------- | -------------------------- | ------------------------------------- | ------- | ------ |
| 01   | Irlandia        | angielski             | Colm Wilkinson             | „Born to Sing”                        | 5       | 86     |
| 02   | Norwegia        | norweski              | Jahn Teigen                | „Mil etter mil”                       | 20      | 0      |
| 03   | Włochy          | włoski                | Ricchi e Poveri            | „Questo amore”                        | 12      | 53     |
| 04   | Finlandia       | fiński                | Seija Simola               | „Anna rakkaudelle tilaisuus”          | 18      | 2      |
| 05   | Portugalia      | portugalski           | Gemini                     | „Dai li dou”                          | 17      | 5      |
| 06   | Francja         | francuski             | Joël Prévost               | „Il y aura toujours des violons”      | 3       | 119    |
| 07   | Hiszpania       | hiszpański, francuski | José Vélez                 | „Bailemos un vals”                    | 9       | 65     |
| 08   | Wielka Brytania | angielski             | Co-Co                      | „The Bad Old Days”                    | 11      | 61     |
| 09   | Szwajcaria      | francuski             | Carole Vinci               | „Vivre”                               | 9       | 65     |
| 10   | Belgia          | francuski             | Jean Vallée                | „L’amour ça fait chanter la vie”      | 2       | 125    |
| 11   | Holandia        | niderlandzki          | Harmony                    | „t Is OK”                             | 13      | 37     |
| 12   | Turcja          | turecki               | Nilüfer i Nazar            | „Sevince”                             | 18      | 2      |
| 13   | Niemcy          | niemiecki             | Ireen Sheer                | „Feuer”                               | 6       | 84     |
| 14   | Monako          | francuski             | Caline i Olivier Toussaint | „Les jardins de Monaco”               | 4       | 107    |
| 15   | Grecja          | grecki                | Tania Tsanaklidou          | „Charlie Chaplin”                     | 8       | 66     |
| 16   | Dania           | duński                | Mabel                      | „Boom Boom”                           | 16      | 13     |
| 17   | Luksemburg      | francuski             | Baccara                    | „Parlez-vous français?”               | 7       | 73     |
| 18   | Izrael          | hebrajski             | Jizhar Kohen & Alphabeta   | „A-Ba-Ni-Bi”                          | 1       | 157    |
| 19   | Austria         | niemiecki, angielski  | Springtime                 | „Mrs. Caroline Robinson”              | 15      | 14     |
| 20   | Szwecja         | szwedzki              | Björn Skifs                | „Det blir alltid värre framåt natten” | 14      | 26     |

## Tabela punktacyjna

Kraje uczestniczące w 1978 roku
Kraje, które uczestniczyły w finale
Kraje, które uczestniczyły w przeszłości, ale nie w 1978 roku

Kraje, które uczestniczyły w finale
     Kraje, które uczestniczyły w przeszłości, ale nie w 1978 roku
|                                                    |                 | Wyniki |           |            |         |           |                 |            |        |          |        |        |        |        |       |            |        |         |         |    |    |
| Irlandia                                           | Norwegia        | Włochy | Finlandia | Portugalia | Francja | Hiszpania | Wielka Brytania | Szwajcaria | Belgia | Holandia | Turcja | Niemcy | Monako | Grecja | Dania | Luksemburg | Izrael | Austria | Szwecja |    |    |
| Uczestnicy konkursu                                | Irlandia        |        | 12        |            | 3       |           | 5               |            |        | 7        | 10     |        | 10     | 5      |       | 10         |        | 10      |         | 6  | 8  |
| Uczestnicy konkursu                                | Norwegia        |        |           |            |         |           |                 |            |        |          |        |        |        |        |       |            |        |         |         |    |    |
| Uczestnicy konkursu                                | Włochy          | 10     | 6         |            |         | 1         | 4               | 8          | 6      | 1        | 1      |        | 1      | 2      | 8     | 2          |        | 3       |         |    |    |
| Uczestnicy konkursu                                | Finlandia       |        | 2         |            |         |           |                 |            |        |          |        |        |        |        |       |            |        |         |         |    |    |
| Uczestnicy konkursu                                | Portugalia      |        |           | 4          |         |           |                 | 1          |        |          |        |        |        |        |       |            |        |         |         |    |    |
| Uczestnicy konkursu                                | Francja         | 6      | 3         | 10         | 2       | 2         |                 | 5          | 8      | 6        | 8      | 6      | 4      | 10     | 5     | 8          | 8      | 1       | 5       | 12 | 10 |
| Uczestnicy konkursu                                | Hiszpania       |        |           |            | 7       |           |                 |            |        | 8        | 2      | 4      | 7      |        | 4     | 6          | 12     | 2       | 6       | 7  |    |
| Uczestnicy konkursu                                | Wielka Brytania | 3      |           |            |         | 6         | 2               | 3          |        | 2        | 4      | 2      | 6      | 8      | 7     | 3          |        | 5       | 2       | 5  | 3  |
| Uczestnicy konkursu                                | Szwajcaria      |        | 5         | 1          | 1       |           | 7               | 4          | 2      |          | 7      | 8      |        | 6      | 2     |            | 3      | 8       | 1       | 10 |    |
| Uczestnicy konkursu                                | Belgia          | 12     | 7         | 6          | 6       | 4         | 12              | 2          | 12     | 10       |        | 5      |        | 3      | 12    | 12         |        | 7       | 7       | 4  | 4  |
| Uczestnicy konkursu                                | Holandia        |        |           | 5          |         |           |                 |            | 3      |          |        |        |        | 4      | 1     |            | 5      | 6       | 12      |    | 1  |
| Uczestnicy konkursu                                | Turcja          |        | 1         |            |         |           |                 |            | 1      |          |        |        |        |        |       |            |        |         |         |    |    |
| Uczestnicy konkursu                                | Niemcy          | 1      |           | 3          | 12      | 7         |                 | 10         |        | 3        | 5      | 7      | 8      |        | 10    | 7          | 1      |         | 3       |    | 7  |
| Uczestnicy konkursu                                | Monako          | 4      | 4         | 7          | 8       | 5         | 1               |            | 10     | 5        | 6      | 10     | 5      | 7      |       | 4          | 10     |         | 8       | 1  | 12 |
| Uczestnicy konkursu                                | Grecja          | 7      |           | 2          | 5       | 8         | 10              | 7          |        | 4        |        |        |        |        |       |            | 4      | 4       | 10      | 3  | 2  |
| Uczestnicy konkursu                                | Dania           |        |           |            |         |           | 6               |            |        |          |        | 1      |        |        |       |            |        |         | 4       | 2  |    |
| Uczestnicy konkursu                                | Luksemburg      | 2      |           | 12         |         | 12        |                 | 12         | 7      |          | 3      | 3      | 2      |        | 6     | 1          | 7      |         |         |    | 6  |
| Uczestnicy konkursu                                | Izrael          | 8      | 8         | 8          | 10      | 10        | 8               | 6          | 5      | 12       | 12     | 12     | 12     | 12     | 3     | 5          | 6      | 12      |         | 8  |    |
| Uczestnicy konkursu                                | Austria         |        |           |            |         | 3         |                 |            |        |          |        |        | 3      | 1      |       |            | 2      |         |         |    | 5  |
| Uczestnicy konkursu                                | Szwecja         | 5      | 10        |            | 4       |           | 3               |            | 4      |          |        |        |        |        |       |            |        |         |         |    |    |
| Kraje uporządkowane według kolejności występowania |                 |        |           |            |         |           |                 |            |        |          |        |        |        |        |       |            |        |         |         |    |    |

## Powracający artyści
| Artysta     | Kraj       | Poprzedni rok | Miejsce | Punkty |
| ----------- | ---------- | ------------- | ------- | ------ |
| Jean Vallée | Belgia     | 1970          | 8       | 5      |
| Ireen Sheer | Luksemburg | 1974          | 4       | 14     |

## Kraje, nadawcy i komentatorzy
Każdy krajowy nadawca (wraz z Izraelem) także wysłał komentatora na konkurs, który miał za zadanie relacjonować konkurs w języku narodowym dla transmisji.
|  | Telewizyjni Komentatorzy Kraje biorące udział Irlandia – Larry Gogan ( RTÉ Television ) Norwegia – Bjørn Scheele ( NRK ) Włochy – Tullio Grazzini ( Rete 2 ) Finlandia – Erkki Toivanen ( YLE TV1 ) Portugalia – Eládio Clímaco ( RTP1 ) Francja – Léon Zitrone & Denise Fabre ( TF1 ) Hiszpania – Miguel de los Santos ( TVE1 ) Wielka Brytania – Terry Wogan ( BBC1 ) Szwajcaria – Theodor Haller ( TV DRS ), Georges Hardy ( TSR ), Giovanni Bertini ( TSI ) Belgia – Claude Delacroix ( RTBF1 ), Luc Appermont ( BRT TV1 ) Holandia – Willem Duys ( Nederland 2 ) Turcja – Bülend Özveren ( TRT ) Niemcy – Werner Veigel ( ARD Deutsches Fernsehen ) Monako – Léon Zitrone & Denise Fabre ( Télé Monte Carlo ) Grecja – Mako Georgiadou ( ERT ) Dania – Jørgen de Mylius ( DR TV ) Luksemburg – Jacques Navadic ( RTL Télé Luxembourg ) Izrael – brak komentatora ( Israeli Television ) Austria – Ernst Grissemann ( FS2 ) Szwecja – Ulf Elfving ( SR TV1 ) Kraje nie biorące udziału Algieria – TBC Czechosłowacja – TBC Dubaj – TBC RFN – TBC Hongkong – TBC Węgry – TBC Islandia – Ragna Ragnars ( Ríkisútvarpið / RÚV ) Japonia – TBC Jordania – TBC Maroko – TBC Polska – TBC ZSRR – TBC Tunezja – TBC Jugosławia – Milovan Ilić ( Radio-Televizija Srbije ), Oliver Mlakar ( TVZ 1 ), Tomaž Terček ( TVL1 ) | - Irlandia – Mike Murphy (RTÉ Radio 1) - Norwegia – Erik Heyerdahl (NRK P1) - Włochy – Tullio Grazzini (Radiodue) - Finlandia – TBC (YLE Rinnakkaisohjelma) - Portugalia – Amadeu Meireles (RDP Antena 1) - Francja – René Boyer & Michel Polac (France Inter) - Hiszpania – b.d. - Wielka Brytania – Ray Moore (BBC Radio 2) - Szwajcaria – TBC - Belgia – Jacques Bauduin (RTBF La Première), Nand Baert & Herwig Haes (BRT Radio 1) - Holandia – Jan van Veen (Hilversum 3) - Turcja – Şebnem Savaşçı (TRT Radyo 3) - Niemcy – Wolf Mittler (Deutschlandfunk/Bayern 2) - Monako – b.d. - Grecja – Dimitris Konstantaras (Proto Programma) - Dania – Kjeld Koplev (DR P3) - Luksemburg – André Torrent (RTL Radio) - Izrael – b.d. - Austria – Walter Richard Langer (Hitradio Ö3) - Szwecja – Kent Finell (SR P3) |